# Ação Global
Ação Global é um mutirão para a prestação de serviços básicos para parte da população brasileira que tem dificuldade de acessar ações relacionadas a saúde, educação, cultura e lazer.
No Estado do Rio de Janeiro, o movimento é fruto da parceria entre a TV Globo e o SESI-RJ, que contam com o apoio dos governos do estado, dos municípios do Rio de Janeiro e de organizações diversas (de ONGs a empresas comprometidas com programas de responsabilidade social).
A Ação Global existe há mais de duas décadas: nasceu em 1991, em Minas Gerais, e assumiu escopo nacional quatro anos depois, em 1995. Durante todo esse tempo, o mutirão prestou serviços a mais de 18 milhões de pessoas.

## Serviços
A oferta de serviços em cada evento é baseada num sistema de parcerias. Assim, os serviços disponíveis variam de acordo com as instituições que têm possibilidade de atuar nas respectivas localidades. Existem muitas pessoas que nunca tiveram documentos que são corriqueiros para a maioria, como certidão de nascimento e título de eleitor. A Ação Global visa a fornecê-los, ao mesmo tempo em que pratica (e estimula) o exercício da cidadania, bem como a promoção da saúde, do lazer, da cultura e do esporte. Na tabela abaixo estão listados alguns exemplos de serviços que são prestados pelo movimento, em três grandes blocos:
| Saúde                                                                             |
| --------------------------------------------------------------------------------- |
| Medição da pressão arterial                                                       |
| Teste da visão                                                                    |
| Prevenção do uso de drogas                                                        |
| Prevenção das DST e da Aids                                                       |
| Posto médico                                                                      |
| Escovação dos dentes, aplicação de flúor e prevenção de doenças bucais            |
| Exames de fonoaudiologia                                                          |
| Orientação nutricional                                                            |
| Avaliação postural, Índice de Massa Corpórea (IMC), auriculoterapia, massoterapia |

| Lazer, cultura e esporte         |
| -------------------------------- |
| Jogos coletivos e educativos     |
| Recreação                        |
| Apresentações culturais no palco |
| Brincadeiras                     |
| Pinturas de rosto                |
| Artesanato                       |

| Cidadania                                                                               |
| --------------------------------------------------------------------------------------- |
| Emissão de CPF                                                                          |
| Aulas sobre preparo de refeições a baixo custo                                          |
| Inscrição de contribuintes no INSS                                                      |
| Consulta de saldo do FGTS                                                               |
| Cadastro de empregos                                                                    |
| Isenção das tarifas de cartório para certidões e segunda via da carteira de identidade  |
| Declaração anual de isento                                                              |
| Consulta a multas e processos                                                           |
| Agendamento de vistoria de veículo                                                      |
| Impressão de segunda via de contas                                                      |
| Emissão de identidade pelo DETRAN-RJ                                                    |
| Emissão de Carteira de Trabalho pela Secretaria de Trabalho do Estado do Rio de Janeiro |
| Serviços oferecidos pelo Tribunal de Justiça do Estado do Rio de Janeiro                |
| Atendimento pela Defensoria Pública do Estado do Rio de Janeiro                         |

## Atendimentos
Diversas localidades do estado do Rio de Janeiro já foram beneficiadas com a prestação dos serviços acima, tais como:
Andaraí --> A quadra da escola de samba Salgueiro recebeu cerca de 37.500 pessoas no Ação Global de abril de 2014. Os 1.200 voluntários ofereceram 93 tipos de serviços (em 93.663 atendimentos). Participaram do evento “os atores Nando Cunha, Humberto Carrão, Aline Fanju e Eriberto Leão, além da apresentadora do SporTV Vanessa Riche”. Para Fanju, a iniciativa é importante porque dribla a burocracia na emissão de documentos, como carteira de identidade, CPF, carteira de trabalho e certidão de nascimento. Destaque para a cerimônia de casamento coletivo: “80 casais oficializaram a união”.
Nova Iguaçu --> A Ação Global atraiu cerca de 38 mil pessoas, que receberam mais de 92 mil atendimentos, em julho de 2011. Os serviços mais procurados foram os de documentação, tratamento de beleza e os para a terceira idade (lazer e esportes para pessoas com mais de 60 anos), mas também teve recreação infantil, odontologia preventiva, informações sobre segurança do trabalho e meio ambiente, além de conversão de união estável para casamento;
São Gonçalo --> No bairro do Salgueiro, especificamente, foram prestados mais de sete mil atendimentos para cerca de 2.590 pessoas, em abril de 2010. A maior parte nas áreas de saúde e cidadania. Isso porque o principal objetivo foi o de auxiliar a população, que sofreu com as fortes chuvas na época, a obter documentos como a carteira de identidade (via Detran) e a carteira de trabalho (via Secretaria de Trabalho e Renda), bem como receber tratamento odontológico, vacinação e outros serviços médicos;
Resende --> Em dezembro de 2011, foram beneficiadas 15 mil pessoas, por meio de 37 mil atendimentos nas áreas de saúde, educação, meio ambiente, cultura, esporte, lazer e alimentação (destaque para o programa Cozinha Brasil, que promove o conceito de aproveitamento total dos alimentos). Também fizeram parte do programa os temas cidadania e inclusão social;
Três Rios --> Nesse lugar da região serrana do Rio, mais de 700 voluntários de 48 entidades parceiras impactaram cerca de 14 mil pessoas por meio de 40 mil atendimentos, em março de 2010. Os serviços mais procurados foram os de emissão de documentos, corte de cabelo e orientação jurídica e nutricional;
Providência --> A Vila Olímpica da Gamboa, que fica no Morro da Providência, foi palco desse dia movimentado: foram quase 50 mil atendimentos para 20 mil pessoas, em outubro de 2011. As crianças se divertiram com brinquedos infláveis, gincanas e pintura de rosto; os idosos optaram por serviços de aferição de peso, altura, índice de massa corpórea e pressão arterial, mas também testaram o risco de osteoporose e receberam orientação psicológica e nutricional; já os demais participantes tiraram carteira profissional e a 1ª e a 2ª vias das carteiras de identidade, receberam orientação jurídica nas áreas de infância e juventude, estatuto do idoso, direito de família e registro civil, tiveram aulas do Cozinha Brasil e se cadastraram para oportunidades de emprego;
Borel --> A Ação Global levou para a comunidade do Borel, na Tijuca, os serviços gratuitos de utilidade pública em maio de 2013. Foram 54 mil atendimentos. A novidade ficou por conta dos atores Duda Nagle, Fabiana Karla, David Lucas, Ivan Mendes e Raphael Viana, e também do evento “Ação de cidadania: transferência de renda nas comunidades pacificadas” (sobre programas sociais dos governos municipal, estadual e federal);
Friburgo --> Atores também marcaram presença na edição de Friburgo, que teve lugar no Ginásio Frederico Sichel, em Conselheiro Paulino. Lá compareceram Tânia Alves, Suzana Pires, Emílio Orciollo Netto e Raphael Viana – todos parte do elenco da novela Araguaia. O objetivo principal foi proporcionar às vítimas das fortes chuvas, que assolaram a região serrana em janeiro de 2011, o acesso a órgãos como Secretaria de Trabalho e Renda, Defensoria Pública, Detran, Tribunal de Justiça e Fundação Municipal de Saúde. Foram 700 colaboradores para realizar quase 30 mil atendimentos. Sem falar nas demais ações de recreação infantil e saúde;
Gamboa --> Mais de 44 mil pessoas que foram à Vila Olímpica da Gamboa, em maio de 2010, receberam serviços de utilidade pública e ações de saúde, educação, lazer e cultura. No total, foram mais de 127 mil atendimentos para crianças, adolescentes, adultos e idosos;
Complexo do Alemão --> Cerca de 33 mil moradores dessa comunidade também receberam os atendimentos gratuitos de praxe levados pelo mutirão em abril de 2011, mas contaram com uma novidade: orientação para a prevenção da dengue, inclusive via panfletos. Além disso, o projeto procurou tornar a tecnologia mais próxima dos moradores, propiciando a eles contato com as redes sociais, jogos online e acesso a serviços eletrônicos de utilidade pública;
Mangueira --> Na Vila Olímpica da Mangueira compareceu quase o mesmo número de pessoas: foram 34 mil interessados em maio de 2011;
Forte do Leme --> Essa Ação Global reuniu 17 mil moradores da região em junho de 2011, o que inclui as comunidades pacificadas de Santa Marta, Babilônia, Chapéu Mangueira e Morro Azul. Além dos serviços gratuitos habitualmente prestados (foram 44 mil nas áreas de saúde, beleza, educação, lazer e cultura), eles também se beneficiaram da parceria com a Feira das Profissões. Já a dobradinha com o Instituto Superar - Oscip (Organização da Sociedade Civil de Interesse Público) que capta e administra recursos para atividades esportivas - mostrou às pessoas com deficiências que, por meio do esporte, é possível superar problemas e melhorar a saúde e a autoestima;
Vila Cruzeiro --> Em fevereiro de 2011, foram realizados nada menos que 71 mil atendimentos gratuitos para 28 mil pessoas, serviços esses que se tornaram possíveis graças à segurança no local, a partir da instalação de uma Unidade de Polícia Pacificadora (UPP). Um dos destaques do evento foi a campanha Rio Contra a Dengue, que contou com a participação do ator Alexandre Borges. Para ajudar nesse combate, os moradores receberam orientação, panfletos educativos e tela mosquiteiro para as caixas d´água;
Rio das Ostras --> Esse município da Região dos Lagos também foi palco do mutirão em agosto de 2011. Moradores locais usufruíram de serviços nas áreas de saúde (como teste de glicemia, escovação de dentes com aplicação de flúor para crianças, aferição de peso, altura, IMC e pressão para idosos) e cidadania (como informações sobre a Previdência, multas e processos, emissão de documento de identidade, certidão de nascimento, casamento e óbito com isenção de tarifas cartorárias e balcão de empregos). No que diz respeito a lazer, cultura e esporte, os interessados participaram de atividades diversas, como brincadeiras, oficina de bijuteria, jogos coletivos e educativos.